# Polyisobutylen
Polyisobuten (také nazývaný polyisobutylen) je souhrnné označení polymerů vyráběných polymerizací isobutenu. Tyto polymery obvykle mají vzorec Me3C[CH2CMe2]nX (Me = CH3, X = H, F). Zpravidla jde o bezbarvé kaučukovité pevné látky. Vyznačují se velmi nízkou propustností pro plyny, proto se hodí na výrobu pneumatik. Polybutylen je biokompatibilní – neškodný pro živé organismy; nevyvolává alergické reakce. V potravinářském průmyslu představuje klíčovou složku žvýkaček. Vyskytuje se taktéž v některých lepicích páskách. PIB je také občasnou složkou plastických trhavin, například trhaviny C-4.
Polymerizace se obvykle iniciuje silnou Brønstedovy nebo Lewisovy kyseliny. Molekulová hmotnost vytvářených polymerů závisí na jejich použitá. Polyisobuten s nízkou molekulovou hmotností, směs oligomerů se střední relativní molekulovou hmotností okolo 500, se používá jako plastifikátor. Polyisobuteny se střední a vysokou molekulovou hmotností, jejichž relativní molekulová hmotnost je 20 000 nebo vyšší, mají využití jako složky lepidel.